# DarkBASIC
Dark Basic, és un llenguatge programador de videojocs comercial. Darkbasic s'inspira en els codis Bàsic i C++ (a través de biblioteques especials) per crear un nou codi orientat cap als aspectes gràfics,també gràcies a la implementació de les biblioteques de gràfics DirectX.
El llenguatge està estructurat en BASIC, semblant al d'Amiga o Amos. La intenció del llenguatge era la de crear videojocs utilitzant DirectX 3 de Microsoft, però pot servir per a qualsevol tasca de programació.
Va ser llançat l'any 2000 per Itd i es continuava recolzant fins al 2002.
Tots els videojocs (o altres execucions 3D) creades mitjançant DarkBasic, són de lliure distribució.